# Vị (phim)
Vị (tựa tiếng Anh: Taste) là một phim điện ảnh độc lập của Singapore năm 2021 do Le Bien Pictures sản xuất. Là tác phẩm đầu tay của đạo diễn Lê Bảo với sự hợp tác cùng một số hãng sản xuất nước ngoài, phim có sự tham gia của Olegunleko Ezekiel Gbenga, Minh Nga, Lê Dung, Cẩm Xuân và Thẩm Thìn, tập trung khắc họa cuộc sống của một người đàn ông Nigeria tại Thành phố Hồ Chí Minh, từ đó truyền tải thông điệp về khát vọng sống của con người.
Vị được công chiếu lần đầu theo hình thức trực tuyến vào ngày 1 tháng 3 năm 2021 tại Liên hoan phim quốc tế Berlin lần thứ 71; tại đây, phim được ban giám khảo trao giải ý tưởng mới lạ ở hạng mục "Encounters" ("Những cuộc gặp gỡ"). Ngày 12 tháng 7 năm 2021, Cục Điện ảnh Việt Nam quyết định cấm phổ biến tác phẩm tại lãnh thổ nước này.

## Nội dung
Vị xoay quanh câu chuyện một người đàn ông Nigeria (Olegunleko Ezekiel Gbenga thủ vai), dù có con trai nhỏ ở quê nhà, quyết định sang Thành phố Hồ Chí Minh để mưu sinh, lập nghiệp bằng nghề cầu thủ. Sau này, anh rời đội bóng, chuyển đến một khu xóm nghèo ở ngoại ô thành phố, sống cùng bốn phụ nữ người Việt Nam (Khương Thị Minh Nga, Lê Thị Dung, Nguyễn Thị Cẩm Xuân và Vũ Thị Thẩm Thìn đóng). Tại đây, anh hành nghề cắt tóc, gội đầu cho nhóm phụ nữ và được chứng kiến từng mảnh đời khác nhau của họ. Phim truyền tải thông điệp về niềm khao khát sống của con người trước sự mỏng manh của số phận và nỗi sợ hãi bị cô lập.

## Sản xuất
Vị là tác phẩm điện ảnh đầu tay của đạo diễn Lê Bảo và được phát triển từ bản phim ngắn cùng tên từng đoạt giải "Dự án triển vọng nhất" tại Silver Screen Awards ở Singapore năm 2016. Bộ phim có sự tham gia hợp tác của một số nhà sản xuất phim ở Singapore, Pháp, Thái Lan, Đức và Đài Loan.

## Phát hành và đón nhận
Vị tham dự Liên hoan phim quốc tế Berlin lần thứ 71 ở hạng mục "Encounters" (tạm dịch: "Những cuộc gặp gỡ") cùng 11 tác phẩm khác; các phim tham dự được công chiếu trực tuyến từ ngày 1 đến ngày 5 tháng 3 năm 2021. Ngày 5 tháng 3, ban tổ chức công bố tác phẩm giành giải "Special Jury Award" ở hạng mục "Encounters" (ý tưởng mới lạ) theo nhận xét của ban giám khảo, phim là "một sự trừu tượng hóa các mối quan hệ xã hội, có bố cục và được sắp xếp một cách táo bạo, sử dụng những mảng miếng rất cụ thể – những căn nhà lụp xụp của khu ổ chuột, luật bóng đá, nấu ăn, cân nặng, để xây dựng nên cuộc đối chọi căng thẳng giữa việc giải thoát khỏi khổ hạnh và quay lại bể khổ".
Đạo diễn Nguyễn Hoàng Điệp, vốn đã từng theo dõi dự án phim Vị từ năm 2015, là một thành viên trong hội đồng thẩm định phim. Cô đánh giá Lê Bảo là một đạo diễn trẻ "tài năng, giàu cá tính sáng tạo và có ngôn ngữ điện ảnh xuất sắc". Trên tạp chí Variety, Jessica Kiang có bài đánh giá cho rằng Vị là "một tác phẩm nghệ thuật điện ảnh quay chậm tối tăm, đầy sức gợi và ấn tượng".
Ngày 17 tháng 5, hãng sản xuất Le Bien Pictures bị xử phạt hành chính 35 triệu đồng do đã gửi phim tham gia Liên hoan phim quốc tế Berlin khi chưa được cấp phép phổ biến. Khi đó, ông Vi Kiến Thành, Cục trưởng Cục Điện ảnh, đánh giá cao đạo diễn Lê Bảo đã có những thử nghiệm mới về nghệ thuật, tuy nhiên "nhà sản xuất chưa có kế hoạch phát hành trong nước nên không làm hồ sơ xin giấy phép phổ biến". Ngày 12 tháng 7, bộ phim chính thức bị cấm phát hành tại Việt Nam vì có tới 30 phút là những cảnh khỏa thân tập thể. Việc cấm chiếu phim nhận được sự đồng thuận từ 100% Hội đồng tư vấn.